# Rosario Nadal
María del Rosario Nadal y Fuster de Puigdórfila (sinh ngày 22 tháng 10 năm 1968), còn được gọi là Thân vương phi xứ Preslav, bà là một nhà tư vấn, giám đốc nghệ thuật và cựu người mẫu người Tây Ban Nha. Từng là nàng thơ của Valentino, bà làm cố vấn độc lập cho các nhà sưu tập nghệ thuật tư nhân và giữ chức phó giám đốc của Colección Jumex. Bà là thành viên cấp cao của Gia đình hoàng gia Bulgaria với tư cách là người vợ của Kyril, Thân vương xứ Preslav, người mà bà đã ly thân vào năm 2009.
Rosario là thành viên của gia đình Bá tước xứ Olocau, thuộc giới quý tộc Tây Ban Nha lâu đời ở Palma de Mallorca, và họ là hậu duệ của hoàng đế Aztec Moctezuma II thông qua con gái của ông là Isabel Moctezuma.